# Silvino Silvério Marques
Silvino Silvério Marques (Nazaré, 23 de marzo de 1918 - Lisboa, 1 de octubre de 2013) fue un oficial general del Ejército Portugués y administrador colonial.

## Biografía
Acabó sus estudios secundarios en Lisboa, e hizo los prepatorios de ingeniería en la Universidad de Lisboa y el curso de ingeniería militar en la Escola do Exército. Siguió la carrera militar, donde fue promovido a general. El 14 de enero de 1954 fue hecho Oficial del Orden Militar de Avis y el 27 de septiembre de 1958 fue elevado a Comendador de la misma Orden.
Fue Gobernador de Cabo Verde de 1958 a 1962, Gobernador de Angola de 1962 a 1966, administrador de Siderurgia Nacional de 1967 a 1970, director interino del Arma de Engenharia y Segundo Comandante de la Región Militar de Mozambique de 1971 a enero de 1973.
En este período fue hecho Gran Oficial del Orde del Imperio el 3 de noviembre de 1963 y Comendador del Orden del Mérito Militar del Brasil el 21 de octubre de 1969.
Fue vocal del Consejo Superior Ultramarino en 1973, pero abandonà el cargo por desencuentros con Marcelo Caetano sobre la política ultramarina, puesta en práctica por este, que tenía como fin la autonomía progresiva de las Provincias Ultramarinas.
En diciembre de 1973 fue colocar en la Dirección de Instrucción del Estado Mayor del Ejército de Portugal. En mayo de 1974 a ser invitado por el general António de Spínola en volver al cargo de gobernador de Angola, cargo que ocupaba poco más de un mes, hasta finales de julio, para no dar garantías de cumplimiento de les instrucciones de la Junta de Salvación Nacional. Pasó a la reserva en 1975.
Tiene algunas obras publicadas y en 2010 editó Qual de Nós Terá Razão?. Fue hermano del también general Jaime Silvério Marques.